# تپه فخرالدین
تپه فخرالدین مربوط به دوره اشکانیان است و در شهرستان خدابنده، بخش سجاسرود، روستای پابند واقع شده و این اثر در تاریخ ۷ مهر ۱۳۸۱ با شمارهٔ ثبت ۶۲۶۳ به‌عنوان یکی از آثار ملی ایران به ثبت رسیده است.